# Nico Hecker
Nico Hecker (* 5. September 1991) ist ein deutscher Fußballspieler.

## Werdegang
Der offensive Mittelfeldspieler ist der Sohn von René Hecker, der zwischen 1987 und 1990 insgesamt 26 Einsätze in der DDR-Oberliga für Wismut Aue absolvierte. Nico Hecker begann seine Karriere in der Jugendabteilung von Rot Weiss Ahlen und wechselte im Sommer 2009 zu Preußen Münster. Ein Jahr später rückte er in den Kader der zweiten Mannschaft auf, die seinerzeit in der Westfalenliga spielte. Zur Saison 2011/12 kehrte Hecker zu Rot Weiss Ahlen zurück und spielte ein Jahr in der fünftklassigen NRW-Liga. Im Jahre 2012 wechselte Nico Hecker zum SC Verl in die Regionalliga West. Mit den Verlern erreichte Hecker 2015 das Finale um den Westfalenpokal gegen die Sportfreunde Lotte, das jedoch nach Elfmeterschießen verloren wurde. In der Saison 2019/20 erreichten die Verler das Achtelfinale im DFB-Pokal, wo Heckers Mannschaft am Bundesligisten 1. FC Union Berlin scheiterte. In der Regionalliga-Saison 2019/20 wurde Hecker mit dem SC Verl Vizemeister hinter dem SV Rödinghausen. Da Rödinghausen keine Lizenz für die 3. Liga beantragte, rückten die Verler zu den Aufstiegsspielen gegen den 1. FC Lokomotive Leipzig nach. Beide Spiele endeten unentschieden, so dass schließlich die Auswärtstorregel den Verlern den Aufstieg in die 3. Liga brachte.
Sein Profidebüt feierte Nico Hecker am 19. September 2020 beim 1:1 seiner Mannschaft im Spiel beim SV Wehen Wiesbaden. Im Sommer 2021 lief sein Vertrag in Verl aus.

## Erfolge
- Aufstieg in die 3. Liga: 2020
- Westfalenpokalfinalist: 2015